# CD53
CD53, или тетраспанин 25, — мембранный белок, гликопротеин из надсемейства тетраспанинов, продукт гена человека CD53.

## Тканевая специфичность
Обнаружен на B-лимфоцитах, макрофагах, нейтрофилах, CD4- или CD8-положительных тимоцитах и периферических T-лимфоцитах.

## Функция
Необходим для образования миофибрилл в процессе регенерации мышцы на уровне клеточного слияния. Может участвовать в регуляции роста гематопоэтических клеток.

## Структура
CD53 состоит из 218 аминокислот, молекулярная масса — 24,34 кДа. Оба N- и C-концевые участки локализуются в цитоплазме, содержит 4 трансмембранных фрагмента, внеклеточные фрагменты включают 2 участка N-гликозилирования.
Взаимодействует со SCIMP.

## См.также
- Тетраспанины
- Кластер дифференцировки